# Шарукан
Шарука́н (Шару(к)-ха́н, Хару(к)-ха́н; до 1050 — после 1107 года) — половецкий хан, дед Кончака.

## Биография
Разгромил объединённые силы русских князей во главе с великим князем киевским Изяславом Ярославичем в битве на реке Альте осенью 1068 года. Под 1068 годом в Новгородской первой летописи упоминается пленение хана Шарукана князем Святославом Ярославичем, однако в «Повести временных лет» по Лаврентьевскому списку имя хана не названо.
В мае 1107 года вместе с ханом Боняком совершил набег на Русь в районе города Переяславля. Дошёл до города Лубны, расположенного на реке Суле. В августе 1107 года Святополк Изяславич Киевский собрал князей и отправился в ответный поход на половцев, неожиданно напал на походный стан ханов и разбил половецкое войско. Летописец отмечал, что была тогда «победа великая». Шарукан едва спасся бегством. Имел двух сыновей — Сырчана и Атрака.
Историк Я. В. Пилипчук приводит четыре версии происхождения имени Шарукана: от монгольского Sariqan, тюркского Sazagan, булгарского Sarakan и аланского Saragan.